# Dez
Dez (10) é o número natural que segue o nove e precede o onze. Na numeração romana representa-se com um X.
O 10 é a soma dos primeiros quatro números cardinais, (1+2+3+4), e também a dos primos, (2+3+5). 
O 10 é um número composto, que tem os seguintes factores próprios: 1, 2 e 5. Como a soma dos seus factores é 8 < 10, trata-se de um número defectivo.
O 10 é a base do sistema decimal.
O 10 é o quarto número triangular, depois do 6 e antes do 15.
Pode ser escrito de duas formas distintas como a soma de dois números primos: {\displaystyle 10=3+7=5+5\,}. Veja 
conjectura de Goldbach.
Um polígono de 10 lados recebe o nome de decágono.

## Curiosidades
- O dez é o Número atômico do Neônio, um Gás nobre.
- Os gregos, mas não os matemáticos gregos,[Nota 1] chamavam dez de um número perfeito, τέλειος, porque o número de dedos é dez. Platão também chamava dez de um número perfeito, porque a Natureza havia formado as mãos com dez dedos, e porque dez era formado pelas unidades chamadas μονάδες (mônadas).[1][Nota 2]
- O denário, antiga moeda romana, tem este nome porque é uma unidade monetária que é dez vezes outra moeda.[2]